# Darío Cvitanich
Darío Cvitanich, född 16 maj 1984 i Baradero, är en argentinsk fotbollsspelare med kroatiska rötter som spelar för Miami FC i amerikanska North American Soccer League.
Han påbörjade sin karriär hos Banfield och gjorde 32 mål på 78 matcher innan den nederländska storklubben Ajax köpte honom under april 2008 för 6,4 miljoner euro och kontraktet sträcker sig till 2013. Han spelade dock kvar i Banfield till sommaren samma år.
Den 13 juli 2008 meddelade Cvitanich att han kommer välja att spela för Kroatien i landslagssammanhang.
Han erhöll ett kroatisk pass senare under sommaren.

## Statistik
| Säsong  | Klubb        | Liga             | Ligamatcher | Ligamål |
| ------- | ------------ | ---------------- | ----------- | ------- |
| 2005    | Banfield     | Apertura         | 13          | 4       |
| 2006    | Banfield     | Clausura         | 9           | 1       |
| 2006    | Banfield     | Apertura         | 9           | 0       |
| 2007    | Banfield     | Clausura         | 17          | 8       |
| 2007    | Banfield     | Apertura         | 14          | 6       |
| 2008    | Banfield     | Clausura         | 16          | 13      |
| 2008/09 | Ajax         | Eredivisie       | 18          | 9       |
| 2009/10 | Ajax         | Eredivisie       | 6           | 4       |
| 2009/10 | Pachuca      | Primera División | 13          | 4       |
| 2010/11 | Pachuca      | Primera División | 14          | 8       |
| 2010/11 | Ajax         | Eredivisie       | 6           | 0       |
| 2011/12 | Boca Juniors | Primera División | 27          | 9       |
| 2012/13 | Nice         | Ligue 1          | 29          | 19      |
| 2013/14 | Nice         | Ligue 1          | 31          | 8       |
| 2014/15 | Nice         | Ligue 1          | 9           | 3       |
| 2014/15 | Pachuca      | Primera División | 14          | 2       |
| Total   | Total        | Total            | 262         | 102     |